# موشک سطح‌به‌هوا

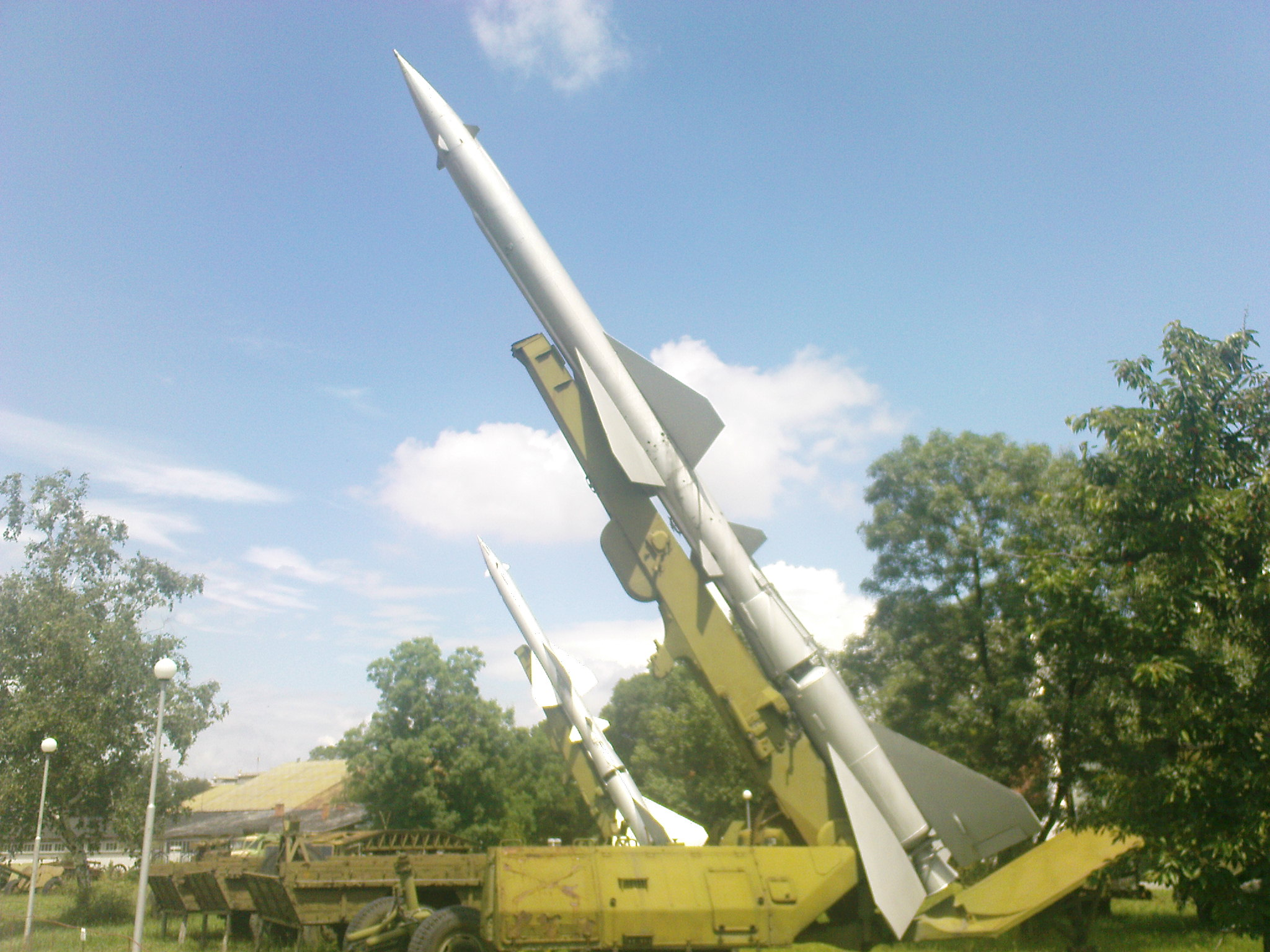
موشک زمین به هوای سام-۲ یکی از سامانه‌های موشکی رایج سام در جهان

موشک زمین به هوا یا موشک سام موشکی است که از روی زمین یا عرشه کشتی‌ها برای نابود کردن هواگردها شلیک می‌شود و جزئی از یک سامانه پدافند هوایی است.
موشک‌های سام مستقر در زمین می‌توانند از پرتابگرهای ثابت یا متحرک که چرخ‌دار هستند یا روی وسیله نقلیه قرار می‌گیرند شلیک شوند. سام‌های بزرگتر باید روی پرتابگرهای ثابت قرار گیرند اما معمولاً این امکان وجود دارد که روی پرتابگرهای متحرک نیز قرار گیرند یا یدک‌کشی شوند. گونه‌های کوچکتر موشک‌های سام می‌توانند توسط یک نفر حمل و شلیک شوند. اینگونه سام‌ها سامانه‌های ضدهوایی دستی (MANPADS) نام دارند.
سام (SAM) سرواژه‌ای انگلیسی و مخفف عبارت Surface to Air Missile است که به صورت SA نیز نوشته می‌شود.

## نگارخانه

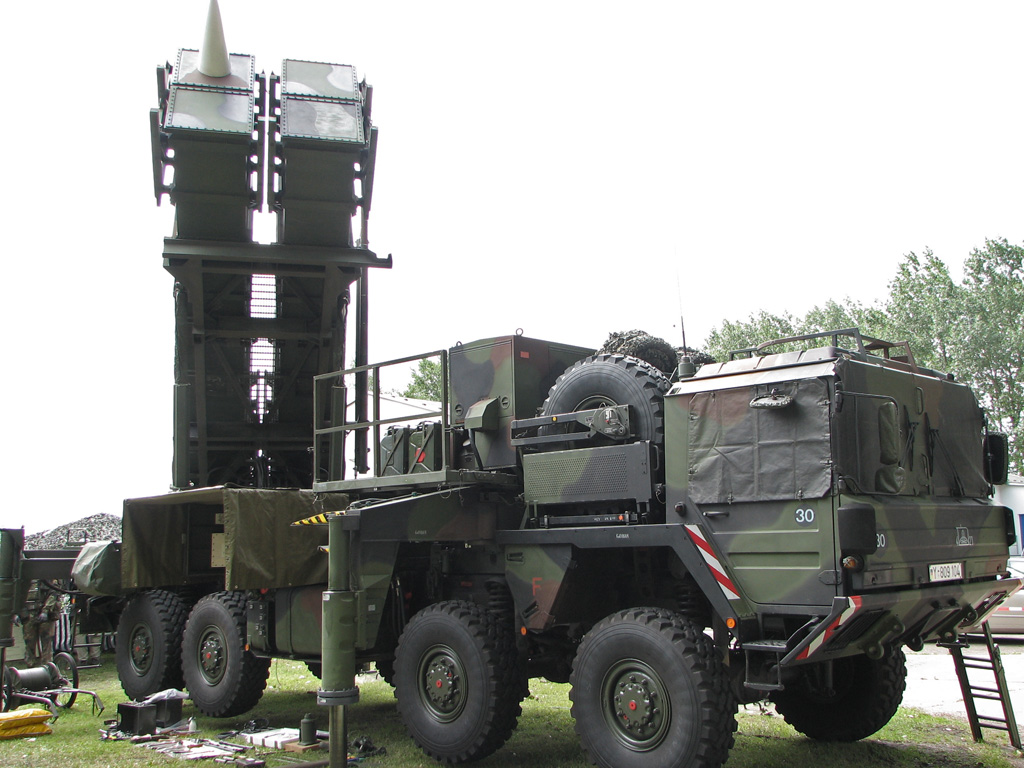
سامانهٔ پدافند هوایی پاتریوت-۱۰۴
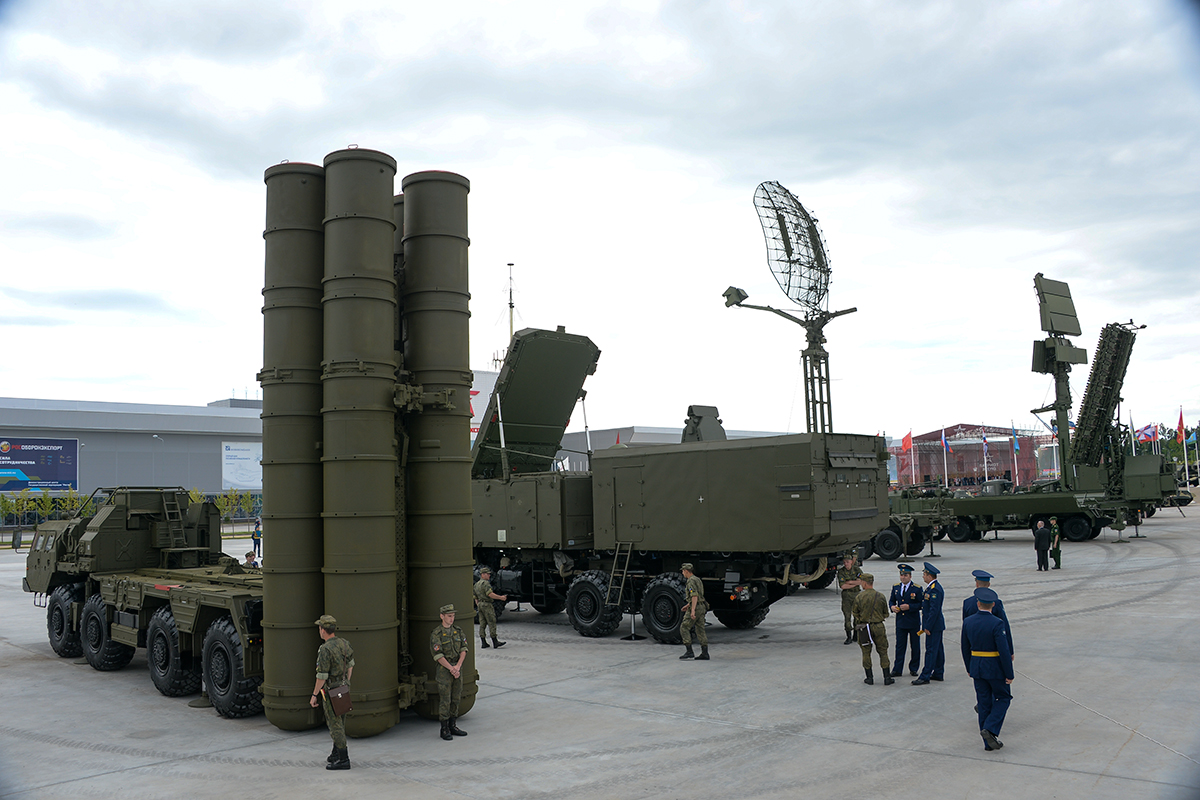
سامانهٔ پدافند هوایی اس-۴۰۰